# 메시지 인증
메시지 인증(message authentication)은 정보 보안에서 메시지의 내용이 전송 도중 불법적으로 위변조되지 않고 정확하고 완전하게 수신되었는지 확인하는 것이다. 메시지가 전송되는 동안 수정되지 않았으며(데이터 무결성) 수신자가 메시지의 출처를 확인할 수 있는 속성이다. 메시지 인증에 반드시 부인 방지 속성이 포함되는 것은 아니다.
메시지 인증은 일반적으로 MAC(메시지 인증 코드), AE(인증된 암호화) 또는 디지털 서명을 사용하여 수행된다. 디지털 인증자라고도 하는 메시지 인증 코드는 두 당사자 간에 전송되는 정보를 인증하기 위해 두 당사자가 공유하는 비밀 키를 기반으로 무결성 검사로 사용된다. 암호화 해시 또는 대칭 암호화 알고리즘 사용을 기반으로 한다. 인증 키는 정확히 두 당사자(예: 통신 장치)에서만 공유되며, 알고리즘이 더 이상 위조를 감지할 수 없다. 매체를 통과하는 메시지에서 키를 식별하도록 설계된 무차별 대입 검색 및 관련 키 공격을 통한 복구를 방지하기 위해 키를 무작위로 생성해야 한다.
일부 암호 작성자는 의도된 수신자가 메시지의 출처를 확인할 수 있도록 허용하지만 인증된 암호화 시스템에서 메시지의 일반 텍스트 콘텐츠를 숨기지 않는 "비밀성 없는 메시지 인증" 시스템을 구별한다. 일부 암호 작성자는 "비밀성 없는 메시지 인증" 시스템을 사용하는 것처럼 보이지만 실제로는 비밀 메시지도 전송하는 메시지를 보내는 잠재의식 채널 시스템을 조사했다.
데이터 원본 인증 및 부인 방지도 양자 암호의 프레임워크에서 연구되었다.

## 같이 보기
- 데이터 무결성
- 인증